# René Ségura
Pas d'image ? Cliquez ici

a Compétitions nationales et continentales officielles uniquement.

b Matchs officiels uniquement.
René Ségura, né le 18 janvier 1932 à Arzens et mort le 29 mai 2014 à Carcassonne, est un joueur de rugby à XIII.

## Biographie
Il a effectué l'essentiel de sa carrière à Carcassonne avec lequel il remporte le titre de Championnat de France en 1966 et 1967, ainsi que le titre de la Coupe de France en 1961 et 1967.
Fort de ses performances en club, il est sélectionné à de nombreuses reprises en équipe de France entre 1964 et 1967.
Il repose au cimetière La Conte de Carcassonnne.

## Palmarès

### En tant que joueur
- Collectif :
  - Vainqueur du Championnat de France : 1966 et 1967 (Carcassonne).
  - Vainqueur de la Coupe de France : 1961 et 1967 (Carcassonne).
  - Finaliste de la Coupe de France : 1960 (Carcassonne).